# Colaspis viriditincta
Colaspis viriditincta är en skalbaggsart som beskrevs av Schaeffer 1920. Colaspis viriditincta ingår i släktet Colaspis och familjen bladbaggar. Inga underarter finns listade i Catalogue of Life.